# Case of the Ex
Case of the Ex è un singolo della cantante statunitense Mýa, pubblicato l'11 luglio 2000 come secondo estratto dal secondo album in studio Fear of Flying.
Prodotto da Christopher Stewart e scritto da Traci Hale e Thabiso Nkhereanye, il brano ha avuto successo in tutto il mondo, raggiungendo la vetta della ARIA Charts australiana, la seconda posizione nella Billboard Hot 100 statunitense e la terza nella Official Singles Chart britannica, diventando in questo modo uno dei brani più famosi della cantante.

## Composizione e testo
La canzone è nata dopo che il produttore Christopher "Tricky" Stewart si è trasferito da Los Angeles ad Atlanta dove ha messo su il suo personale studio di registrazione, il Triangle Sound Studio, e ha lanciato la sua etichetta chiamata Red Zone Entertainment. Il brano è frutto della collaborazione tra Tricky, Traci Hale e Thabiso Nkhereanye, detto Tab. "Traci e Tab sono due dei miei collaboratori che scrivono testi, e dovevamo comporre insieme una canzone per Mýa" ha dichiarato Tricky "Abbiamo buttato giù alcune idee che Mýa potesse potenzialmente cantare. Volevamo creare un tema che mantenesse la sua immagine giovane, ma che al tempo stesso mostrasse che stesse crescendo. Dopodiché Traci è venuta con l'idea del testo, ispirata da una relazione che stava vivendo all'epoca. Traci e Tab hanno scritto la maggior parte del testo, mentre io ho composto la maggior parte della musica [...]".
Il produttore ha poi fatto sentire la canzone a Mýa, la quale se ne è innamorata all'istante e il giorno successivo ha registrato la versione finale allo studio di Tricky. "Mýa ha fatto un ottimo lavoro con la sua voce; ha veramente portato la canzone alla vita" ha detto Stewart.
Case of the Ex è composta su un ritmo incalzante simile a una percussione, ma creato da Stewart grazie alla tastiera. L'obiettivo del produttore era quello di creare un sound che potesse fissarsi nella memoria delle persone. Il beat del pezzo è stato definito da Stweart stesso come un "forte colpo di clacson".
Il testo vede protagonista una donna forte che ammette fieramente di non tollerare che il suo compagno si ricongiunga alla sua ex ragazza.

## Video musicale
Il videoclip, diretto da Diane Martel, è stato girato in una zona desertica e propone una sfida di danza tra maschi e femmine. Mýa guida il gruppo delle ragazze, e dopo esser scesa dall'automobile parcheggiata di fronte alle motociclette dei ragazzi, affronta quello che dovrebbe essere il suo ragazzo, e inizia ad eseguire il brano. La coreografia eseguita dal gruppo di ballo femminile utilizza un lungo bastone di legno, mentre il corpo di ballo maschile esegue passi di danza coi corpi stesi sul terreno o in piedi affiancando le ragazze. In questa sequenza la cantante indossa jeans e un top celeste.
Nella scena finale del video, dove tutti hanno abiti diversi, uomini e donne ballano insieme, e la cantante interrompe la coreografia spezzando a metà il bastone di legno, usato precedentemente, di fronte al proprio ragazzo.

## Tracce
CD singolo (Germania)
1. Case of the Ex (Radio Edit) – 3:54
2. Case of the Ex (2-step Mix) – 3:21
3. Take Me There (feat. Blinky Blink e Ma$e) (con Blackstreet) – 4:04
4. Ghetto Supastar (That Is What You Are) (Pras Michel feat. Ol' Dirty Bastard e Mýa) – 4:26

CD singolo (Regno Unito)
1. Case of the Ex (Radio Edit) – 3:18
2. Case of the Ex (Sovereign Remix) – 5:40
3. Case of the Ex (Main Version) – 3:56
4. Case of the Ex (Video)

CD singolo (Stati Uniti)
1. Case of the Ex (Radio Edit) – 3:52
2. Case of the Ex (Album Version) – 3:56
3. Case of the Ex (Instrumental) – 4:14

## Successo commerciale
Case of the Ex è entrato alla posizione numero 72 della Billboard Hot 100, per poi raggiungere la posizione numero 2 durante la sua diciassettesima settimana di permanenza, il 2 dicembre 2000, ottenendo la posizione più alta mai raggiunta da un singolo di Mýa come solista. Il singolo è stato 3 settimane in seconda posizione e 12 settimane nella top10 tra fine 2000 e inizio 2001. In totale Case of the Ex è rimasto 29 settimane non consecutive nella Hot 100 ed è stato il secondo singolo della cantante ad entrare nella top10 statunitense dopo quello di esordio It's All About Me. Nella Hot R&B/Hip-Hop Songs il singolo è entrato in top10 il 9 dicembre 2000, ma si è fermato alla posizione numero 10, diventando il terzo singolo dell'artista ad entrare nella top10 della classifica R&B. Il successo del singolo è stato dovuto sia al passaggio in radio che all'acquisto del cd singolo, e grazie a questo il brano ha raggiunto la numero 1 di varie classifiche di Billboard, tra cui la Hot 100 Singles Sales, la classifica dedicata esclusivamente alla vendita dei cd singoli.
Anche nelle classifiche inglesi il singolo ha avuto un grande successo, essendo arrivato alla posizione numero 3 e diventando il primo singolo di Mýa ad entrare nella top10 inglese. Il successo maggiore il singolo l'ha visto in Australia: entrato in classifica il 18 febbraio 2001 al numero 5, il pezzo ha raggiunto poi la prima posizione dove è rimasto per due settimane di seguito, totalizzando 11 settimane nella top5 australiana e 18 nella top40. Mýa era entrata nella classifica australiana solo due anni prima grazie a Ghetto Supastar (That Is What You Are) di Pras, che si era fermato alla posizione numero 2. Il singolo è stato certificato disco di platino dalla ARIA con oltre 70 000 copie vendute ed è stato inserito alla posizione numero 11 nella classifica dei singoli di maggior successo del 2001 in Australia. In Nuova Zelanda, dove la cantante aveva ottenuto due numeri 1 grazie a Ghetto Supastar (That Is What You Are) e a Take Me There, il singolo è arrivato alla posizione numero 17, diventando il quinto singolo di Mýa ad entrare nella top20 del paese. Il singolo è rimasto 16 settimane nella top50 neozelandese.
Nei Paesi Bassi è stato il primo singolo da solista e il secondo in totale dell'artista ad entrare in top10, arrivando al numero 8 e passando 9 settimane in top20. In Belgio (Fiandre) è entrato in top20 e ha raggiunto il numero 16, passando 5 settimane in top20. In Francia è stato il secondo singolo di Mýa ad entrare in classifica, raggiungendo la posizione numero 29 e passando 18 settimane in classifica.

## Classifiche

### Classifiche settimanali
| Classifica (2000-01) | Posizione massima |
| -------------------- | ----------------- |
| Australia            | 1                 |
| Belgio (Fiandre)     | 16                |
| Belgio (Vallonia)    | 26                |
| Francia              | 29                |
| Germania             | 39                |
| Irlanda              | 12                |
| Nuova Zelanda        | 17                |
| Paesi Bassi          | 8                 |
| Regno Unito          | 3                 |
| Stati Uniti          | 2                 |
| Svizzera             | 72                |

### Classifiche di fine anno
| Classifica (2000) | Posizione |
| ----------------- | --------- |
| Paesi Bassi       | 64        |
| Stati Uniti       | 72        |
| Classifica (2001) | Posizione |
| Australia         | 11        |
| Belgio (Fiandre)  | 91        |
| Stati Uniti       | 40        |